# Sân bay quốc tế Ministro Pistarini
Bản mẫu:Redirect5
Sân bay quốc tế Ministro Pistarini (IATA: EZE, ICAO: SAEZ) phục vụ thành phố Buenos Aires, Argentina, và là sân bay quốc tế lớn nhất của quốc gia này, Thường được gọi là Ezeiza Airport vì nó tọa lạc ở khu vực Ezeiza ở Tỉnh Buenos Aires, cách trung tâm Buenos Aires khoảng 35 km (40 phút ô-tô). Đây là sân bay chính của hãng Aerolíneas Argentinas.
Sân bay được đặt tên theo vị tứong và nhà chính trị Minister Juan Pistarini (1882-1956).
Sân bay thu Phí nâng cấp sân bay (Airport Improvement Fee).
Sân bay có 2 nhà ga (terminal):

## Nhà ga quốc tế A
- Aerosur (Santa Cruz de la Sierra, Cochabamba)
- Air Canada (Santiago de Chile, Toronto-Pearson)
- Air France (Paris-Charles de Gaulle)
- Alitalia (Milan-Malpensa, Rome-Fiumicino)
- American Airlines (Dallas/Fort Worth, Miami, Montevideo, New York-JFK)
- Avianca (Bogotá)
- British Airways (London-Heathrow, São Paulo-Guarulhos)
- Continental Airlines (Houston-Intercontinental, Newark)
- Copa Airlines (Panama City)
- Cubana de Aviación (Cayo Coco, La Habana, Varadero)
- Delta Air Lines (Atlanta)
- Gol (Asunción, Porto Alegre, São Paulo-Guarulhos, Salvador, Rio de Janeiro-Galeão)
- Iberia (Madrid)
- LAN Airlines (Santiago de Chile)
  - LAN Argentina (Miami, São Paulo-Guarulhos)
  - LAN Ecuador (Guayaquil, Quito)
  - LAN Peru (Lima)
- Lloyd Aereo Boliviano (Santa Cruz de la Sierra)
- Lufthansa (Frankfurt, São Paulo-Guarulhos)
- Malaysia Airlines (Cape Town, Johannesburg, Kuala Lumpur)
- Mexicana (Mexico City)
- South African Airways (Johannesburg) [starts ngày 8 tháng 7 năm 2007]
- TACA
  - TACA Peru (Lima)
- TAM Linhas Aéreas (Brasília, Belo Horizonte, Curitiba, Florianopolis, Porto Alegre, Rio de Janeiro-Galeão, São Paulo-Guarulhos, Salvador)
  - TAM Mercosur (Asunción, Cochabamba, Montevideo, Rio de Janeiro-Galeão, Santa Cruz de la Sierra)
- United Airlines (Montevideo, Washington-Dulles)
- Varig (Rio de Janeiro-Galeão, São Paulo-Guarulhos)

## Aerolíneas Argentinas Terminal B
- Aerolíneas Argentinas (Auckland, Barcelona, Bogotá, Cancún, Caracas, Córdoba, Florianopolis, Iguazú, Lima, Madrid, Mendoza, Mexico City, Miami, Montevideo, New York-JFK, Porto Alegre, Rio de Janeiro-Galeão, Rome-Fiumicino, Santa Cruz de la Sierra, Santiago de Chile, São Paulo-Guarulhos, Sydney, Ushuaia)
  - Austral (El Calafate, Iguazú, Ushuaia)